# جيم باكارد
جيم باكارد (بالإنجليزية: Jim Packard) هو سائق سباق ومهندس أمريكي، ولد في 23 سبتمبر 1931، وتوفي في 1 أكتوبر 1960.